# Lisa Klein
Lisa Klein (Saarbrücken, 15 de julio de 1996) es una deportista alemana que compite en ciclismo en las modalidades de pista y ruta.
Participó en dos Juegos Olímpicos de Verano, obteniendo una medalla de oro en Tokio 2020, en la prueba de persecución por equipos (junto con Franziska Brauße, Lisa Brennauer y Mieke Kröger), y el sexto lugar en París 2024, en la misma prueba.
Ganó tres medallas en el Campeonato Mundial de Ciclismo en Pista entre los años 2019 y 2024, y cinco medallas en el Campeonato Europeo de Ciclismo en Pista entre los años 2019 y 2025.
En carretera obtuvo tres medallas en el Campeonato Mundial de Ciclismo en Ruta entre los años 2019 y 2023, y seis medallas en el Campeonato Europeo de Ciclismo en Ruta entre los años 2019 y 2024.

## Medallero internacional
| Juegos Olímpicos   | Juegos Olímpicos         | Juegos Olímpicos  | Juegos Olímpicos        |
| Año                | Lugar                    | Medalla           | Competición             |
| ------------------ | ------------------------ | ----------------- | ----------------------- |
| 2020               | Tokio (Japón)            | Medalla de oro    | Persecución por equipos |
| Campeonato Mundial |                          |                   |                         |
| Año                | Lugar                    | Medalla           | Competición             |
| 2019               | Pruszków (Polonia)       | Medalla de bronce | Persecución individual  |
| 2020               | Berlín (Alemania)        | Medalla de bronce | Persecución por equipos |
| 2024               | Ballerup (Dinamarca)     | Medalla de plata  | Persecución por equipos |
| Campeonato Europeo |                          |                   |                         |
| Año                | Lugar                    | Medalla           | Competición             |
| 2019               | Apeldoorn (Países Bajos) | Medalla de plata  | Persecución por equipos |
| 2022               | Múnich (Alemania)        | Medalla de oro    | Persecución por equipos |
| 2023               | Grenchen (Suiza)         | Medalla de bronce | Persecución por equipos |
| 2024               | Apeldoorn (Países Bajos) | Medalla de bronce | Persecución por equipos |
| 2025               | Heusden-Zolder (Bélgica) | Medalla de plata  | Persecución por equipos |

| Campeonato Mundial | Campeonato Mundial      | Campeonato Mundial | Campeonato Mundial              |
| Año                | Lugar                   | Medalla            | Competición                     |
| ------------------ | ----------------------- | ------------------ | ------------------------------- |
| 2019               | Yorkshire (Reino Unido) | Medalla de plata   | Contrarreloj por relevos mixtos |
| 2021               | Flandes (Bélgica)       | Medalla de oro     | Contrarreloj por relevos mixtos |
| 2023               | Glasgow (Reino Unido)   | Medalla de bronce  | Contrarreloj por relevos mixtos |
| Campeonato Europeo |                         |                    |                                 |
| Año                | Lugar                   | Medalla            | Competición                     |
| 2019               | Alkmaar (Países Bajos)  | Medalla de plata   | Contrarreloj                    |
| 2019               | Alkmaar (Países Bajos)  | Medalla de plata   | Contrarreloj por relevos mixtos |
| 2019               | Alkmaar (Países Bajos)  | Medalla de bronce  | Ruta                            |
| 2020               | Plouay (Francia)        | Medalla de oro     | Contrarreloj por relevos mixtos |
| 2023               | Drenthe (Países Bajos)  | Medalla de bronce  | Contrarreloj por relevos mixtos |
| 2024               | Limburgo (Bélgica)      | Medalla de plata   | Contrarreloj por relevos mixtos |

## Palmarés
2017
- Campeonato de Alemania en Ruta
- 3.ª en el Campeonato Europeo Contrarreloj sub-23
- 1 etapa del Premondiale Giro Toscana Int. Femminile-Memorial Michela Fanini

2018
- 1 etapa del Festival Elsy Jacobs
- 3.ª en el Campeonato de Alemania Contrarreloj
- 2.ª en el Campeonato Europeo Contrarreloj sub-23

2019
- Healthy Ageing Tour
- 1 etapa del Tour de Turingia femenino
- Campeonato de Alemania Contrarreloj
- 2.ª en el Campeonato de Alemania en Ruta
- BeNe Ladies Tour, más 2 etapas
- 2.ª en el Campeonato Europeo Contrarreloj
- 3.ª en el Campeonato Europeo en Ruta
- 1 etapa del Boels Ladies Tour

2021
- 2.ª en el Campeonato de Alemania Contrarreloj
- Baloise Ladies Tour, más 2 etapas

2022
- 2.ª en el Campeonato de Alemania Contrarreloj

2024
- 3.ª en el Campeonato de Alemania Contrarreloj